# العباخانة
العباخانة أو العبخانة (باللغة التركية: Oba Hani) وكلمة عبا: تعني الفسطاط أو الخيمة، وكلمة خان: تعني نُزل أو مبنى، والعباخانة تعني مبنى صناعة الخيم. والعباخانة محلة في بغداد القديمة في الجانب الشرقي وكان موضعها يعرف قديماً بحمام الراعي. ما هي وتحيط بها محلة السيد سلطان علي أو المربعة من الجنوب، ومحلة العمار سبع ابكار من الغرب، ومحلة القاطر خانة ومحلة صبابيغ الآل من الشمال، ومحلة الحاج فتحي من الشرق. ويذكر الدكتور علي الوردي ان المنطقة سميت بالعباخانة نسبة إلى أول معمل نسيج والذي أنشأه نامق باشا والي بغداد عام 1864م، وقد أطلق البغداديون على هذا المعمل اسم العباخانة أو القاطرخانة وبه عرفت المحلة المحيطة به، وكان ينتج المعمل بعض الألبسة والخيام لسد احتياجات الجيش العثماني وكان يدار بقوة البخار. وعند مجيء الوالي مدحت باشا قام بتطويره وتوسيعه حيث أصبح ينتج ثلاثمئة مترا من الأقمشة الصوفية، وأربعمئة متراً من الأقمشة القطنية السميكة، ثم تحول المعمل إلى محطة كهرباء بغداد. وبتاريخ 1911/9/5م، وفي البستان المجاور للعبخانة افتتحت أول دار سينما في العراق، وهي سينما توغراف بغداد، أو (سينما بلوكي) نسبة لصاحبها المستر بلوكي كري، وهو من التبعية البريطانية، وقد افتتحها الوالي أحمد جمال باشا.